# اولگ نواچوک
اولگ نواچوک (به روسی: Олег Новачук) (زاده ۹ فوریه ۱۹۷۱) کارآفرین و مدیر ارشد اجرایی قزاقستانی است، که از سال ۲۰۰۷ به‌عنوان مدیر عامل اجرایی شرکت قزاقمیس فعالیت می‌نماید.